# Puto (canción)
«Puto» es una canción de la banda mexicana Molotov, lanzada en 1997 e incluida en su álbum debut, ¿Dónde jugarán las niñas?
Al igual que las demás canciones del álbum, es una crítica hacia el gobierno y a los políticos de México. Sin embargo, fue considerada como ofensiva hacia la comunidad LGBT por el uso excesivo de la palabra «puto» (usada como insulto hacia los homosexuales) en la letra.
En el documental de 2012 Gimme The Power, el productor de la canción, el argentino Gustavo Santaolalla, explicó el significado de la palabra «puto» en la letra:

Puto no es el homosexual, puto es el que te saca lo que tienes para comer. Puto es el que ejerce el poder de una manera desmedida.

En 1998 se lanzaron remixes de la canción que fueron incluidos en el álbum Molomix.
En 2020 la banda realizó una adaptación de la canción, la cual fue titulada «Juntos», que busca generar concientización ante la difícil situación que atraviesa el mundo ante la pandemia de COVID-19. Al año siguiente, el cantante Georgel lanzó una versión titulada «No Putx», con la colaboración del vocalista de Molotov, Tito Fuentes. Esta canción retrata y condena la violencia y discriminación hacia la comunidad LGBT.

## Lista de canciones
| Sencillo CD ( México) |                   |          |  |
| N.º                   | Título            | Duración |  |
| 1.                    | «Puto»            | 2:07     |  |
| 2.                    | «Chinga Tu Madre» | 4:10     |  |
| 3.                    | «Cerdo»           | 3:00     |  |

| Maxi sencillo CD ( Europa) |                            |          |  |
| N.º                        | Título                     | Duración |  |
| 1.                         | «Puto»                     | 2:08     |  |
| 2.                         | «Rap Soda Y Bohemia»       | 4:03     |  |
| 3.                         | «Puto» (Mijangos Hard Mix) | 7:00     |  |